# Zarautz
Zarautz [sa'ɾauts] (offiziell auf baskisch; spanisch Zarauz [θa'ɾauθ]) ist eine Stadt in der Provinz Gipuzkoa im Baskenland. Sie liegt ca. 20 km westlich von Donostia-San Sebastián am Golf von Biskaya und hat 23.370 Einwohner (Stand: 2024).
Der 2,5 km lange und 80 m breite Strand ist bei Surfern und anderen Wassersportlern beliebt.

## Politik
Es besteht eine Partnerschaft mit der französischen Stadt Pontarlier sowie mit Cardano al Campo in der italienischen Provinz Varese.

## Töchter und Söhne der Stadt
- Eloy de la Iglesia (1944–2006), Filmregisseur
- Gorka González (* 1977), Radrennfahrer
- Ainhoa Murúa (* 1978), Triathletin
- Ibón Idigoras (* 1979), Snowboarder
- Mikel Aguirrezabalaga (* 1984), Handballspieler
- Erik Balenciaga (* 1993), Handballspieler
- Usoa Ostolaza (* 1998), Triathletin und Radrennfahrerin
- Ugazi Manterola (* 2004), Handballspielerin

## Einzelnachweise

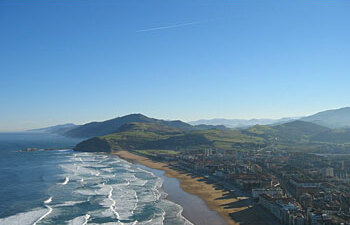
Strand von Zarautz